# Hipposideros lamottei
Hipposideros lamottei — є одним з видів кажанів родини Hipposideridae.

## Поширення
Країни поширення: Гвінея. Був зафіксований від 500 до 1400 м над рівнем моря. 

## Загрози та охорона
Вид, як вважають, знаходиться під загрозою через добування залізної руди. Вид присутній в англ. Mount Nimba Strict Nature Reserve World Heritage Site.